# Lestes virgatus
Lestes virgatus é uma espécie de libelinha da família Lestidae.
Pode ser encontrada nos seguintes países: Angola, Botswana, Etiópia, Quénia, Malawi, Moçambique, Nigéria, África do Sul, Tanzânia, Uganda, Zâmbia, Zimbabwe e possivelmente em Burundi.
Os seus habitats naturais são: florestas secas tropicais ou subtropicais, florestas subtropicais ou tropicais húmidas de baixa altitude, matagal árido tropical ou subtropical, matagal húmido tropical ou subtropical, rios intermitentes, áreas húmidas dominadas por vegetação arbustiva, pântanos, marismas de água doce e marismas intermitentes de água doce.